# 田莊子
田莊子（？—前411年），名田白，父為田襄子田盤，陳完之九世孫，子为田悼子。在他的努力下，田氏控制了齊國的实权。